# Carnegie (Australien)
Carnegie är en ort i Australien. Den ligger i kommunen Glen Eira och delstaten Victoria, omkring 12 kilometer sydost om delstatshuvudstaden Melbourne. Antalet invånare är 15 084.
Runt Carnegie är det mycket tätbefolkat, med 1 411 invånare per kvadratkilometer.. Närmaste större samhälle är Melbourne, omkring 12 kilometer nordväst om Carnegie.
Runt Carnegie är det i huvudsak tätbebyggt. Genomsnittlig årsnederbörd är 1 244 millimeter. Den regnigaste månaden är juli, med i genomsnitt 140 mm nederbörd, och den torraste är januari, med 49 mm nederbörd.